# CS Pétange
CS Pétange este o echipă de fotbal din orașul Pétange, în sud-vestul Luxemburgului. Evoluează în Divizia Națională a Luxemburgului.

## Lotul sezonului 2009-2010
| Nr. |                       | Poziție | Jucător           |
| --- | --------------------- | ------- | ----------------- |
|     | Luxemburg             | P       | Christophe Cum    |
|     | Serbia                | P       | Samin Redzepagic  |
|     | Polonia               | P       | Alain Walas       |
|     | Bosnia și Herțegovina | F       | Enver Sabotić     |
|     | Republica Congo       | F       | Junior Noubissi   |
|     | Bosnia și Herțegovina | F       | Jasmin Hodžić     |
|     | Luxemburg             | F       | Didier Matuszyk   |
|     | Brazilia              | F       | Douglas Peinado   |
|     | Franța                | F       | Stefano Nonnis    |
|     | Bosnia și Herțegovina | F       | Dario Marić       |
|     | Algeria               | M       | Mourad Boukellal  |
|     | Franța                | M       | Rachid Benmerieme |
|     | Portugalia            | M       | David Texeira     |
|     | Franța                | M       | Ousmane Derra     |

| Nr. |                       | Poziție | Jucător            |
| --- | --------------------- | ------- | ------------------ |
|     | Portugalia            | M       | Ericson Santos     |
|     | Bosnia și Herțegovina | M       | Jasmin Dervišević  |
|     | România               | M       | Virgil Magri       |
|     | Franța                | M       | David Cangini      |
|     | Bosnia și Herțegovina | M       | Alen Alomerović    |
|     | Luxemburg             | M       | Tunn Defay         |
|     | Bosnia și Herțegovina | M       | Damir Muhović      |
|     | Guineea               | A       | Namandian Traoré   |
|     | Italia                | A       | Mimo Fiorentino    |
|     | Maroc                 | A       | Abdellah Benchamma |
|     | Franța                | A       | Aurélien Zoglia    |
|     | Luxemburg             | A       | Manuel Morocutti   |
|     | Bosnia și Herțegovina | A       | Almir Ramčilović   |